# Mandisoví
Mandisoví o Mandisobí fue una localidad de población originalmente guaraní antecesora de la ciudad de Federación en la provincia de Entre Ríos en Argentina, trasladada y abandonada en 1847. En la actualidad el solar en donde estaba el pueblo de Mandisoví es una quinta de propiedad privada y en él se halla un monolito recordatorio y un centenario ombú. Se halla en el departamento Federación a 7 km al oeste del centro comercial de la ciudad de Federación, a orillas del embalse de la represa de Salto Grande en el río Uruguay. 
Su nombre proviene del cercano arroyo Mandisoví Grande, que en idioma guaraní significa según la versión más difundida bagre azul, aunque otras fuentes lo traducen como planta de flor azul.

## Historia

### Estancia de Nuestra Señora de la Concepción del Mandisoví
En 1776 Juan de San Martín, padre del general José de San Martín y teniente de gobernador del departamento o partido de Yapeyú en la gobernación de las Misiones Guaraníes, recorrió los territorios pertenecientes al pueblo de Yapeyú y luego mandó fundar algunas estancias. El 15 de abril de 1777 Gregorio de Soto, administrador de Yapeyú, escribió a Juan Ángel de Lazcano, administrador general de Misiones:

(...) me hallo en la ocasión con la comisión de fundar una Estancia por cuenta del Pueblo en un paraje llamado Mandisoví.

Soto creó la estancia ganadera comunitaria (o tupambaé) de Nuestra Señora de la Concepción del Mandisoví. Su ubicación estaba entre el arroyo Mandisoví Grande, el arroyo Gualeguaycito y el río Uruguay. Su función era servir de abastecimiento de reses para Yapeyú y como última posta en el camino de la Ruta al Salto para el comercio de los excedentes de yerba mate, y en menor medida de algodón, tabaco, sebo y cueros. El pueblo de Yapeyú comerciaba con Buenos Aires por barcos que solo llegaban hasta el puerto de San Antonio del Salto Chico (hoy Concordia) porque los arrecifes de los saltos Grande y Chico del río Uruguay impedían la navegación aguas arriba.
La estancia de Mandisoví poseía una capilla, corrales, galpones y una pocas viviendas (ranchos) de los indígenas reducidos que estaban a su servicio, que se fueron instalando alrededor del casco de la estancia y de la capilla. El 21 de enero de 1777 el cabildo de Yapeyú compró 12 000 cabezas de ganado a Pedro García de Zúñiga, estanciero de la zona de Gualeguaychú y cuñado de Lazcano. En la estancia de Mandisoví se ubicaron unas 8000, mientras que el resto se ubicaron en la estancia de San Gregorio cerca de la actual ciudad de Monte Caseros en la provincia de Corrientes. 
En febrero de 1781 Francisco de Ulibarri asumió como teniente de gobernador de Yapeyú y se realizó un inventario en el que se contabilizaron 18 339 cabezas de ganado vacuno, 4764 terneros, 100 yeguas de cría y otros animales. Para 1786 la mala administración de Lazcano hizo reducir a 2000 el número de cabezas de ganado. El gobernador de los pueblos de Misiones Francisco Bruno de Zabala escribió el 10 de febrero de 1786 al intendente de Buenos Aires Francisco de Paula Sanz:

(...) al pasar por la estancia de Mandisoví en donde a este pueblo sin necesidad se le hizo comprar del doctor don Pedro García de Zúñiga 24325 cabezas de ganado vacuno a 10 reales de plata cada cabeza (...) por su Procurador Indio el Cacique Don Zotico Chepota, que sólo hay actualmente el número de dos mil cabezas de ganado.

En la capilla construida por Gregorio de Soto se veneraba una imagen de Nuestra Señora de la Inmaculada Concepción tallada por indígenas misioneros, que Juan de San Martín hizo llevar desde Yapeyú. Esta imagen se encuentra hoy en la iglesia parroquial de Federación y fue nombrada por el papa Juan Pablo II como patrona de la diócesis de Concordia. La capilla aparece en el inventario de 1781 y estaba construida con paredes de adobe, techo de paja y piso de lajas de piedra, siendo su altar de madera.
En el inventario de 1786 se expresa la existencia de una capilla techada de paja con cerco doble de palo a pique. También la existencia de quince ranchos y dos corrales.
La estancia de Mandisoví fue visitada por el geógrafo y piloto de la Armada española Andrés de Oyarvide el 23 y 24 de octubre de 1789 cuando regresaba a Buenos Aires tras participar en la demarcación de límites con Portugal. Oyarvide escribió en su Memoria Geográfica:

El 23 continuamos el camino carretero por lomas tendidas, sin verse objeto marcable en la larga distancia que se descubre; pasamos los arroyos de Mandisoví Chico y Grande, y á las 2 millas á occidente de este está la estancia de este nombre con una buena capilla dedicada á Nuestra Señora de Concepcion, y es la mejor y mas decente de cuantas hemos visto en todas las estancias de indios, y aquí hicimos noche, y se observó la latitud austral 30° 58' 36'', siendo el rumbo directo de esta derrota 2° S.-O., distancia 18 millas 13''.

A fines del siglo XVIII las tierras de Yapeyú se habían reducido mucho a causa de su compra y ocupación por hacendados, instalándose muchos criollos en esos territorios a ambos lados del río Uruguay. Mandisoví y San Antonio del Salto Chico habían quedado aisladas de Yapeyú al ocupar hacendados correntinos la zona de San Gregorio, venderse los campos al sur del río Daymán en la Banda Oriental y también la estancia Jesús del Yeruá en 1795. En 1803 Santiago de Liniers llegó a Mandisoví cuando viajaba para asumir el cargo de gobernador de Misiones en Candelaria. Liniers observó que unas 80 familias criollas se habían afincado en el partido de Mandisoví y el 15 de marzo de 1803 le escribió al virrey Joaquín del Pino que era una jurisdicción poblada de infinitos españoles a 70 leguas de Yapeyú con dos ríos entre medio y que se hallan por falta de Capellanes enteramente destituidos de auxilios divinos. Al llegar a Candelaria le escribió otra carta expresando que:

(...) los expresados vecinos me hicieron presente haber representado a este Superior Gobierno que se hallaban prontos a satisfacer de su peculio el sínodo de un cura por no tener el dolor de ver morir infinitas gentes sin sacramentos (...) condolido de tan justa queja les prometí solicitar de VE el despacho de esta piadosa pretensión.

El virrey dispuso enviar al padre Giles para que se radicara como capellán de la capilla de Mandisoví para asistirlos. En octubre de 1805 el obispo de Buenos Aires Benito Lué y Riega realizó una visita a Yapeyú y declaró a la capilla de Mandisoví como tenencia de parroquia. El 10 de febrero de 1806 la declaró curato independiente y con ayudas de parroquia a la capilla de San Antonio del Salto Chico y en Belén en la Banda Oriental.

(...) los linderos o términos divisorios de este Curato de la Concepción han de ser, por el Sur los Arroyos Yeruá y Lucas, por el Norte el Arroyo Mocoretá hasta su principio en la referida Cuchilla divisoria agua vertientes a él, por el Este hasta encontrarse con el Arroyo Daymán que le divide del Curato de Paysandú y con los términos jurisdiccionales de la villa de Belén; y por el Oeste con el río Gualeguay, en cuyos términos queda comprendido el Partido de Moreyra.

Sin embargo, las Invasiones Inglesas hicieron que el virrey no diera ejecución a lo decidido por el obispo, pero desde 1807 el dominico al frente de la viceparroquia de Mandisoví se autotituló igual como párroco.
En 1808 Mandisoví pasó a tener un juez comisionado, Pedro José Villarmea. El comandante militar fue desde 1810 Francisco González.

### Fundación formal por Belgrano
De paso en su expedición al Paraguay, desde Curuzú Cuatiá el general Manuel Belgrano en agradecimiento a Por cuanto los vecinos del pueblo de Mandisovi me han acreditado su amor á la patria y la justa causa de nuestro augusto rey, que defendemos, don Fernando VII, franqueándome todos los auxilios que han estado á sus alcances para el ejército de mi mando y a pedido de sus habitante por intermedio de José Alberto Calcena y Echeverría, dictó un decreto el 16 de noviembre de 1810 organizando el pueblo de Mandisoví. Le señaló un amplio ejido que incluyó las tierras de la estancia de San Gregorio y sobrepasó en mucho el territorio que era de la estancia, pero no incluyó a San Antonio del Salto Chico que siguió dependiendo de Yapeyú:

Que la jurisdicción del pueblo de Mandisovi empiece desde el Uruguay hasta las puntas del arroyo Timboy; desde aquéllas hasta la entrada del arroyo de las Tunas en el Mocoretá, siguiendo el nominado arroyo de las Tunas hasta sus puntas; de éstas se continuará la línea hasta las puntas del arroyo Basualdo, se seguirá éste hasta Guaiquiraró, y luego la costa del Monte Grande hasta el arroyo de Diego López que enfrenta con el Curupí; de éste se continuará á la barra del arroyo Luca que entra en el Gualeguay; de aquí á la cuchilla que divide las aguas vertientes á los yuquerís: de otra cuchilla hasta las puntas del Gualeguay cito, el cual se continuará hasta el Uruguay.
Acta de fundación del pueblo de Mandisoví

Adjudicó a los 650 pobladores criollos e indígenas la propiedad de los terrenos que ocupaban y que hasta entonces eran legalmente parte del régimen de comunidad indígena de Yapeyú. Ordenó también que a los nuevos vecinos del pueblo no se los distinga: Que no habiendo ya distinción entre los naturales y españoles, según lo que ha ordenado sabiamente la misma excelentísima Junta, se tendrá el pueblo con todos los fueros y privilegios que á los demás del estado correspondan.
Belgrano dispuso además: Que haya y tenga el nominado pueblo dos leguas cuadradas en propiedad, inclusa la población en ellas y el ejido competente que servirá para los pastos comunes y usos públicos. Sobre las cuadras o manzanas dispuso: Que conforme se vayan presentando los pobladores serán admitidos y se les dará un solar de los seis en que están divididas las cuadras, pagando cuatro pesos para fondo de una escuela, sin otro derecho alguno; debiendo preferirse á los naturales de Yapeyú. El pago para la fundación de una escuela solo debían hacerlo los españoles. Ordenó también señalar una cuadra como cementerio al prohibir la Primera Junta el entierro en las iglesias.
Belgrano independizó a Mandisoví de su dependencia del cabildo indígena de Yapeyú y ratificó en sus funciones al juez comisionado Luis Pondal y al comandante militar González:

Que el gobierno ha de estar en un comandante militar y un juez comisionado, dependientes del gobierno de Misiones; permaneciendo por ahora, los que están, á quienes encargo la mayor armonía, el celo por la tranquilidad y seguridad pública, y mando observen la mayor escrupulosidad en el cumplimiento de las órdenes de la excelentísima Junta, so pena de ser responsables de cualquier infracción que en esto se cometiere.

### Areguatí y Manduré
Al regresar de la campaña al Paraguay Belgrano pasó la noche del 6 de abril de 1811 en Mandisoví, nombrando como primer alcalde del pueblo y comandante de milicias a Pablo Areguatí.
A mediados de 1811 bandas irregulares luso-brasileñas cruzaron el río Uruguay y en agosto el capitán Joaquim Felix de Fonseca se apoderó de Mandisoví, expulsando al alcalde Areguatí. El 9 de junio de 1811 Areguatí le había comunicado a Belgrano que desde São Borja había partido «un gran ejército de entre 4.000 y 5.000 hombres, por la cuchilla Grande hacia Montevideo». La fuerza fue denominada Ejército Pacificador de la Banda Oriental. El 29 de noviembre de 1811, las fuerzas del teniente de gobernador de Corrientes, Elías Galván, al mando de José Ignacio Añasco expulsaron de Mandisoví a los luso-brasileños, recuperando su control para los rioplatenses. Areguatí colaboró con información sobre los movimientos de los portugueses. También en 1811 José Gervasio Artigas condujo el Éxodo Oriental a la zona del Salto Chico, asumiendo como teniente de gobernador de Yapeyú con mando sobre Mandisoví y San Antonio del Salto Chico. En una de sus disposiciones Artigas hizo fusilar a dos asesinos de Mandisoví el 18 de enero de 1812.
Tras romper Artigas con el Gobierno de Buenos Aires, ordenó a fines de enero de 1813 a Domingo Manduré, capitán de las milicias del Salto Chico, insurreccionar el área a fines de interrumpir las comunicaciones de Misiones con Buenos Aires. A mediados de 1813 Manduré y fray José Leonardo Acevedo se rebelaron contra Areguatí, leal al gobierno nacional, y la insurrección se extendió rápidamente a Yapeyú, La Cruz y finalmente a toda la ribera occidental misionera del río Uruguay. Mandisoví fue saqueada por las tropas misioneras y correntinas sublevadas en Concepción del Uruguay, debiendo rogar el cura dominico Manuel Insaurralde que se retirasen, pero falleció al día siguiente. El «teniente de gobernador de todos los pueblos de Misiones» Bernardo Pérez Planes acudió en ayuda de Areguatí desde Yapeyú, pero el 28 de agosto de 1813 fue sitiado en Mandisoví por Manduré y Félix Carrasco y 8 días después rompió el sitio para replegarse. Junto al contingente de exiliados marcharon Areguatí, el capellán militar de la campaña al Paraguay Juan José García de Arboleya, asentado en Mandisoví luego del retiro del padre Carlos Molina, y comerciantes y hacendados de la zona. Como consecuencia de esta rebelión la mayoría de las casas del pueblo quedaron destruidas y saqueadas, robadas las haciendas y emigrada una parte del vecindario. Luego de eso el remanente de Mandisoví se mantuvo fiel a Artigas.

### Francisco Ramírez
El 6 de septiembre de 1814 se produjo el combate de Mandisoví o del Salto, en el que las fuerzas del gobernador directorial Blas José Pico al mando del teniente José María Lorenzo derrotaron a Manduré. 
El decreto de Gervasio Antonio de Posadas, director supremo de las Provincias Unidas del Río de la Plata, del 10 de septiembre de 1814 creó las provincias de Entre Ríos y Corrientes, adjudicando Mandisoví a la primera. Sin embargo, la región estaba en poder de Artigas al que reconocían como protector.
El 28 de agosto de 1819 Artigas escribió a Francisco Ramírez desde Mandisoví:

He visto prácticamente el resultado fatal de la neutralidad de Mandisoví, que no reconociendo autoridad de ninguna de las dos provincias limítrofes, su población, sus fuerzas y todo cuanto contiene, se halla en el mayor desorden; la única autoridad que se presenta es un Alcalde, a quien nadie obedece, porque seguramente falta la base principal de la autorización y reconocimiento de legítima dependencia; hoy, que afortunadamente me dirijo a Misiones, me parece muy remediable este mal (...) más creo esto remediable influyendo en los jefes de las divisiones, y poniendo Ud. como Jefe de la Provincia de Entre Ríos a quien pertenece, un Comandante Militar en este pueblo.

En septiembre de 1819 se produjo una reunión en la provisoria capital misionera de Asunción del Cambay entre Artigas, Juan Bautista Méndez (gobernador de Corrientes) y los principales jefes guaraníes misioneros, en la que entre otros puntos se acordó que la zona bajo jurisdicción de Mandisoví tuviese un alcalde guaraní dependiente del gobierno de Misiones y un comandante militar dependiente de Entre Ríos, cargo para el que fue designado el capitán Aniceto Gómez. Artigas le escribió a Ramírez desde Mandisoví el 5 de octubre de 1819:

He hecho presente a las autoridades de la provincia de Misiones lo que usted me dice sobre el lindero de ambas jurisdicciones, y me contestan haber sido usurpado todo el espacio que corre desde Mocoretá hasta Yeroá, arroyo que dicen ha sido el lindero.
 No juzgo oportuno sigan estas pretensiones en circunstancias que a todos nos llama un objeto más interesante, a que tenemos por precisión que atender; en esta virtud he tomado el temperamento de nombrar un Alcalde de los Naturales, que gobierne a todos los de esta Nación que se hallan avecindados en el territorio de Mandisoví, sujeto a las autoridades de Misiones, y un Comandante Militar para los blancos, sujeto a usted; éste es el Capitán don Aniceto Gómez; yo no he encontrado por ahora otro arbitrio para contener por ahora estas disputas, que sólo podrán producir entorpecimientos.
 Si con respecto a ésto, u otras cosas, tuviese usted que representar alguna cosa, debe entenderse con el Cabildo de la provincia de Misiones, que reside en la Asunción del Miriñay; ésta es la autoridad reconocida por legítima en la provincia y a quien pertenecen los asuntos económicos de ella, así como los militares al Comandante General don Pantaleón Sotelo.
 Saludo a usted con todo mi afecto. Mandisoví, Octubre 5 de 1818. José Artigas.
 Al Sr. Comandante General de la Provincia de Entre Ríos, don Francisco Ramírez.

Luego del Tratado del Pilar estalló la guerra entre Artigas y Ramírez y en junio de 1820 San Antonio del Salto Chico sufrió el éxodo total de sus moradores guaraníes artiguistas, mientras que Mandisoví quedó casi despoblada al refugiarse sus pobladores en la vecina orilla de la Banda Oriental atraídos por Domingo Manduré, pasado al bando luso-brasileño como teniente coronel y comandante de los emigrados guaraníes.
El 23 de julio de 1820 se produjo la última acción entre las fuerzas de los dos caudillos en territorio entrerriano en las costas del arroyo Mandisoví Grande. Pedro Barrenechea derrotó a las fuerzas de Artigas al mando de Pablo Aramenbi en el combate de Mandisoví. Luego el comandante general de Misiones Francisco Javier Sití adhirió al bando de Ramírez firmando el 28 de julio de 1820 el Acuerdo de Mocoretá con Manuel Olavarrieta, enviado de Ramírez. Sití reconoció a Ramírez la dirección de la comandancia general de Misiones, la cual a partir del 29 de septiembre pasó a ser el departamento de Misiones al ser creada la República de Entre Ríos. Se produjo así la incorporación a la efímera república de los territorios misioneros incluyendo a Mandisoví. Ramírez dispuso que el territorio misionero entre el arroyo Yeruá y el río Miriñay, incluso Mandisoví, quedara incorporado a la comandancia o departamento del Uruguay con sede en Concepción del Uruguay.
Ricardo López Jordán ofició a Francisco Ramírez el 17 de octubre de 1820:

Por otra parte la falta actual de no tener comandante en Mandisoví, donde creí colocar a don Pedro Gómez quién por orden de V. E. marchó a sú presencia, me hace detener en este punto precaviéndome de cualquiera resultado de Portugueses, por que no hay quien vigile las costas de Uruguay arriba: mientras V. E. no me mande prontamente al expresado Gómez para su colocación, trato de encargar al Capitán Acevedo del cuidado de Mandisovi por ser indispensable cubrir este punto. Es un hombre de confianza: el del Salto está en descubierto por que don Félix Mensan y gran número de familias se han pasado al otro lado del Uruguay, sin duda por el aliciente de la carne, o por seducción de Manduré insistido por los portugueses (...)

Entre noviembre de 1820 y enero de 1821 se realizó por orden de Ramírez un empadronamiento o censo que no re realizó en el pueblo de Mandisoví, que había quedado casi despoblado, ni en el puerto de San Antonio del Salto Chico por completo vacío.
Luego de la muerte de Ramírez el 10 de julio de 1821 en la batalla de Chañar Viejo lo sucedió Ricardo López Jordán (padre), quien convocó a elecciones indirectas para designar al nuevo jefe supremo. Por el partido de Mandisoví fue elegido elector Aniceto Gómez. Tras la rebelión del coronel Lucio Norberto Mansilla el 23 de octubre Eusebio Hereñú ocupó Concepción del Uruguay y la República de Entre Ríos quedó extinguida.

### Evolución posterior
Mandisoví continuó bajo dominio de Entre Ríos y en 1822 el gobernador Mansilla creó el 4° departamento subalterno del 2° principal de la provincia de Entre Ríos en territorios del partido de Mandisoví, asignándole un alcalde de hermandad para la administración de justicia y comandante militar. En 1822 asumió en el curato de Mandisoví el padre José Leonardo Acevedo, sustituido en 1824 por Mariano José del Castillo.
El 28 de febrero de 1823 fue nombrado el primer capitán de puerto y comandante del resguardo de Mandisoví, Juan Rodríguez, con funciones de policía portuaria y de fiscalización aduanera.
Desde 1824 se proyectó trasladar Mandisoví a las cercanías de la barra del arroyo Yuquerí Grande (en la actual ciudad de Concordia). La Asamblea General Extraordinaria que había sido convocada por el gobernador de Entre Ríos Juan León Sola, resolvió pedir al congreso provincial que fundase, en el rincón del Salto, una villa que llevase el nombre villa de la Concordia. La solicitud fue planteada por el cura vicario Mariano José del Castillo, quien asistió como diputado representante de Mandisoví.
El 3 de junio de 1824 Pedro Espino fue designado comandante de Mandisoví en reemplazo de Miguel Acevedo. El 21 de noviembre de 1825 el teniente coronel Pablo Gómez fue nombrado comandante de Mandisoví y del 4° departamento subalterno del 2° principal.
El 26 de agosto de 1826 el gobernador Vicente Zapata elevó al rango de villa al pueblo de Mandisoví.
Cuando Justo José de Urquiza se rebeló contra el gobernador Pedro Barrenechea el 20 de febrero de 1831 con 400 hombres atacó y ocupó Mandisoví en un nuevo combate de Mandisoví, en donde se hallaba el campamento de Espino. Luego se dirigió a Concepción del Uruguay, pero el levantamiento fracasó.
Durante la guerra del Brasil Mandisoví recibió a refugiados luego de la Campaña de Rivera a las Misiones Orientales, entre ellos a Gaspar Tacuabé y a Pablo de la Cruz, quien sería luego de la batalla de Caseros el único general indígena del Ejército Argentino. El 6 de mayo de 1830 30 familias guaraníes de Bella Unión en el Uruguay que huían de la persecución de Fructuoso Rivera solicitaron al comandante de Mandisoví permiso para afincarse en esa localidad. Tras ser autorizados, el traslado fue supervisado por el comandante departamental Taborda a la villa de Mandisoví. Al enterarse el gobernador Pascual Echagüe ordenó al comandante general del Uruguay, Justo José de Urquiza, que los desarmara. El 13 de junio de 1832 llegó Urquiza a Mandisoví y luego ordenó al coronel Tacuabé que marchara con su gente hacia Nogoyá al mando del capitán Domingo Álvarez. Urquiza formó un piquete de 22 guaraníes para quedarse en Mandisoví y permitió que se quedaran cuatro familias con conocimientos de carpintería y música. Con las armas recolectadas armó a los Cívicos de Mandisoví. El 26 de julio de 1832 partieron 99 exiliados guaraníes hacia Nogoyá, pero cuyo destino final fue Paso del Rey en la Punta Gorda, hoy Diamante. El comandante de Mandisoví era entonces Mariano Barrios.
En 1831 se le asignó por decreto un alcalde mayor:

Art. 1 ° Se crea á los objetos de la mejor administracion de Justicia un Alcalde Mayor en el pueblo de Mándisoví en conformidad á lo dispuesto en la ley de 18 del presente.

2 ° Comuniquese al P. E. para su inteligencia y fines consiguientes.

Sala de Sesiones, Paraná Enero 20 de 1831.

FRANCISCO GELABERT. - Ramon Pereyra.

En 1837 fue inaugurada la escuela de Mandisoví, siendo su preceptor Pedro Pablo Fernández. En 1840 Francisco Terroba sustituyó a Del Castillo como cura de Mandisoví. Ese año fue habilitado un embarcadero en la boca del arroyo el Bizcocho, junto a la playa de Baylina a 15 km de Mandisoví, punto cercano a donde sería trasladado luego el pueblo. Entre 1840 y 1846 Mandisoví fue ocupado, saqueado y abandonado varias veces a causa de las guerras civiles. Por razones de seguridad en 1844 los principales vecinos se trasladaron a vivir en Concordia, incluyendo al cura párroco, aunque la parroquia continuó con el nombre de Inmaculada Concepción de Mandisoví. El 15 de octubre de 1844 el congreso provincial dispuso el cese de la capellanía local.

### Traslado
A causa de la despoblación debida a las guerras, Justo José de Urquiza decidió el traslado del pueblo. El 20 de marzo de 1847 el comandante interino del 4° departamento subalterno del 2° principal con sede en Concordia, coronel Manuel Antonio Urdinarrain, terminó de delinear el nuevo pueblo de Mandisoví junto al oficial topógrafo Teodoro Joaquín Egaña. Urdinarrain instruyó al receptor y comandante interino de Mandisoví Domingo Acevedo que procediera al traslado de la población y el 22 de marzo redactó su informe a Urquiza: 

Mi querido Gral. y Amigo: antes de ayer regresé después de haber dejado delineado el nuevo Pueblo de Mandisoví, sin haver sido posible fundarlo sobre el Arroyo del Viscocho, ni en el de la Virgen, porque el 1° está hoy totalmente seco, y el segundo presenta la dificultad de tener más de media legua de bañado; encontrando estas dificultades lo he fundado sobre la Barranca del río Uruguay, en un lugar pintoresco, con Puerto que dista de la Plaza dos y media cuadras (...) Se va ha dar principio a la formación del plano y concluído tendré el gusto de pasarselo para su conocimiento, pero se precisa saber el nombre con el que la nueva Población va a ser designada para ponerlo en él, y lo he dejado a la elección de Ud. para que se sirva hacerlo (...)

El 17 de abril de 1847 Urquiza escribió al delegado eclesiástico Francisco Dionicio Álvarez pidiéndole que propusiera un nombre para el pueblo:

He hecho trasladar la Población del antiguo Pueblo de Mandisoví hasta la Costa del Uruguay en un paraje muy lindo donde se está formando un nuevo pueblo que tiene por Patrona la Pura y Limpia Concepción. Esta misma Patrona es la de la Ciudad del Uruguay.
 Quiero pues que Ud. me diga el nombre que se le ha de poner al nuevo Pueblo que no dudo prosperará mucho, por su excelente localidad, pues el antiguo Mandisoví nunca sería un pueblo floreciente; ya no existían en él, sino que fragmentos de casas.

El traslado concluyó el 31 de mayo de 1847, decidiendose denominar al nuevo poblado como Pueblo de la Federación.